# Baird-Gletscher
Der Baird-Gletscher ist ein 47 km (einschließlich Quellgletscher) langer Tal- und Auslassgletscher in den Boundary Ranges in Alaska (USA) und British Columbia (Kanada). Der Gletscher wurde 1887 nach Spencer Fullerton Baird (1823–1887), einem US-amerikanischen Naturforscher, benannt.

## Geografie
Die Gletscherzunge des Baird-Gletschers befindet sich 35 km nordnordöstlich von Petersburg im Alaska Panhandle. Der Baird-Gletscher entwässert einen Teil der Gletscherfläche der Stikine Icecap nach Westen hin zum Meer. Das Nährgebiet des Gletschers liegt auf kanadischer Seite östlich von Boundary Peak 73 auf einer Höhe von etwa 1700 m. Der Gletscher strömt anfangs in südlicher Richtung und biegt dann nach Westen ab. Er überquert die Grenze nach Alaska und strömt anschließend 35 km in westsüdwestlicher Richtung, bevor er an der Thomas Bay, einer Seitenbucht des Frederick Sound, endet. Der US-amerikanische Teil des Gletschers befindet sich im Tongass National Forest. Die durchschnittliche Gletscherbreite beträgt 2,2 km. Tributärgletscher sind North-Baird-Gletscher und Oasis-Gletscher von rechts sowie Witches Cauldron von links.

## Tourismus
Der Baird-Gletscher ist von Petersburg per Ausflugsboot erreichbar. Es gibt einen Aussichtspunkt unweit der Gletscherzunge. Im Jahr 2015 entstand durch einen rapiden Rückzug des Gletschers ein mit dem Meer verbundener Gletscherrandsee, der den eigentlichen Gletscher von der Endmoräne trennt. Dadurch ist die Gletschereisfläche nicht mehr von der Endmoräne aus zu Fuß erreichbar. Kleine Packrafts bilden jedoch eine Möglichkeit, trotzdem zum Gletscher zu gelangen.